# T-Minus
T-Minus (* 25. Februar 1988 in Ajax, Ontario, als Tyler Williams) ist ein kanadischer Musikproduzent. Er wurde bekannt durch seine Hip-Hop-Produktionen für Rapper wie Drake, Lil Wayne, Travis Scott, ASAP Rocky und Kendrick Lamar.
Als Schüler an der Pickering High School begann T-Minus, mit Musik zu experimentieren. Mit 15 Jahren lud er sich Fruity Loops herunter, ein Digital-Audio-Workstation-Programm, mit welchem er schon bald ganze Songs kreierte.
Der von T-Minus produzierte Song The Motto wurde für die Grammy Awards 2013 in der Kategorie Best Rap Song nominiert. Zudem erreichten zahlreiche Songs, an dessen Produktion T-Minus beteiligt war, die Top 20 der Billboard Hot 100.

## Autorenbeteiligungen und Produktionen

### Singles
- 2009: Ludacris – How Low
- 2010: Nicki Minaj feat. Drake – Moment 4 Life
- 2011: DJ Khaled feat. Drake, Rick Ross & Lil Wayne – I’m on One
- 2011: Lil Wayne feat. Drake – She Will
- 2011: Drake feat. Nicki Minaj – Make Me Proud
- 2011: Drake feat. Lil Wayne – The Motto
- 2012: Drake feat. Lil Wayne – HYFR
- 2012: DJ Drama feat. 2 Chainz, Meek Mill & Jeremih – My Moment
- 2012: Kendrick Lamar – Swimming Pools (Drank)
- 2012: T.I. – Go Get It
- 2012: Joe Budden feat. Lil Wayne & Tank – She Don’t Put It Down
- 2012: Slaughterhouse feat. Eminem – Throw That
- 2013: Lil Wayne feat. 2 Chainz – Rich as Fuck
- 2013: Justin Bieber – Heartbreaker
- 2017: Bryson Tiller – Somethin Tells Me
- 2017: Lecrae – Broke
- 2017: Lana Del Rey feat. A$AP Rocky & Playboi Carti – Summer Bummer

### Weitere Produktionen (Auswahl)
- 2010: Ciara feat. Usher – Turn It Up
- 2012: Melanie Fiona – I Been That Girl
- 2012: T-Pain – Don’t You Quit
- 2012: A$AP Rocky feat. Schoolboy Q – PMW (All I Need)
- 2013: Kelly Rowland feat. Kevin Cossom – Talk a Good Game
- 2014: Tinashe – In the Meantime
- 2015: Big Sean – Win Some, Lose Some
- 2017: PartyNextDoor – Damage (feat. Halsey)
- 2018: Camila Cabello – Inside Out
- 2018: Rich the Kid feat. Trippie Redd – Early Morning Trappin’